# プレーリースカート

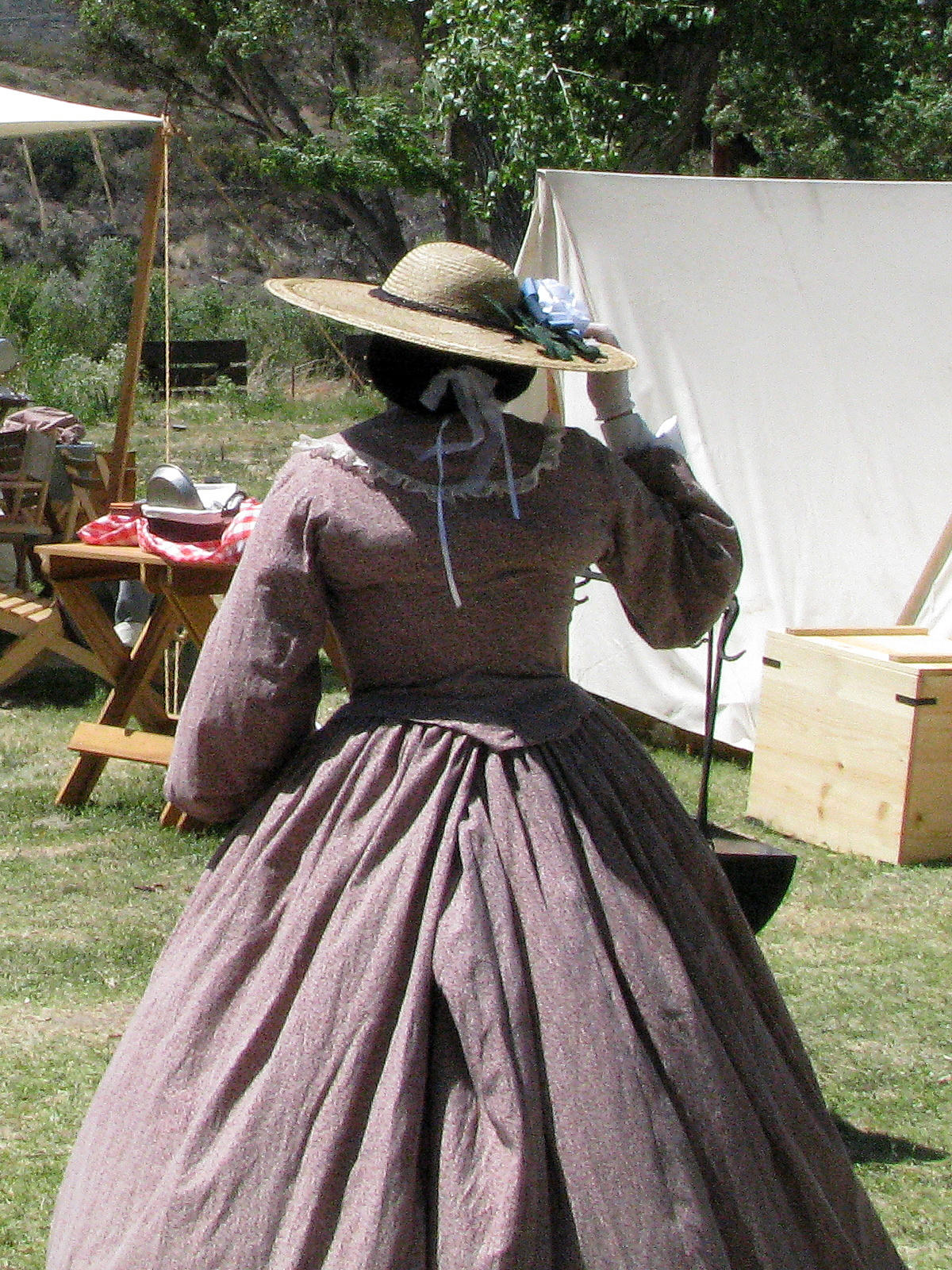
一例

プレーリースカート（英: Prairie skirt）とは、西部開拓時代をイメージした女性用スカートのデザイン。ウェスタンファッションの一種。
西部開拓時代をテーマとして、ラルフ・ローレンが1978年の秋のコレクションとして発表したのが最初になる。

## 概要
プレーリースカートは1820年代ごろの西部開拓時代の女性が着用していた手縫いのスカートをイメージしてデザインされた。全体に少しフレアが入った、一列以上のティアードフリル（またはラッフル）が特徴で、フリルの下にはハトメやレースでトリミングされたペチコートがしばしば着用されている。
伝統的なプレーリースカートは、デニムや更紗などのアメリカ産生地で作られている。最も典型的なウェスタンファッションとして、スクェアダンスの際にも着用される。
ラルフ・ローレンのデザインした、脹脛の真ん中までの長さ、ボタンの前立て、シングルフリル、スカートより長めのペチコートのプレーリースカートは、1970年代から1980年代初頭にかけて大流行した。
2005年に再び流行したプレーリースカートは、短め、ティアードフリル、ボイルやシフォンなどの軽量の生地を用いていた。それよりも控えめなスリップの入った長めのプレーリースカートや、アンダースカートなども流行した。

## 参照
- George-Warren, Holly, and Michelle Freedman: How the West Was Worn, Harry N. Abrams (2001), ISBN 0-8109-0615-5.